# 刺刀座

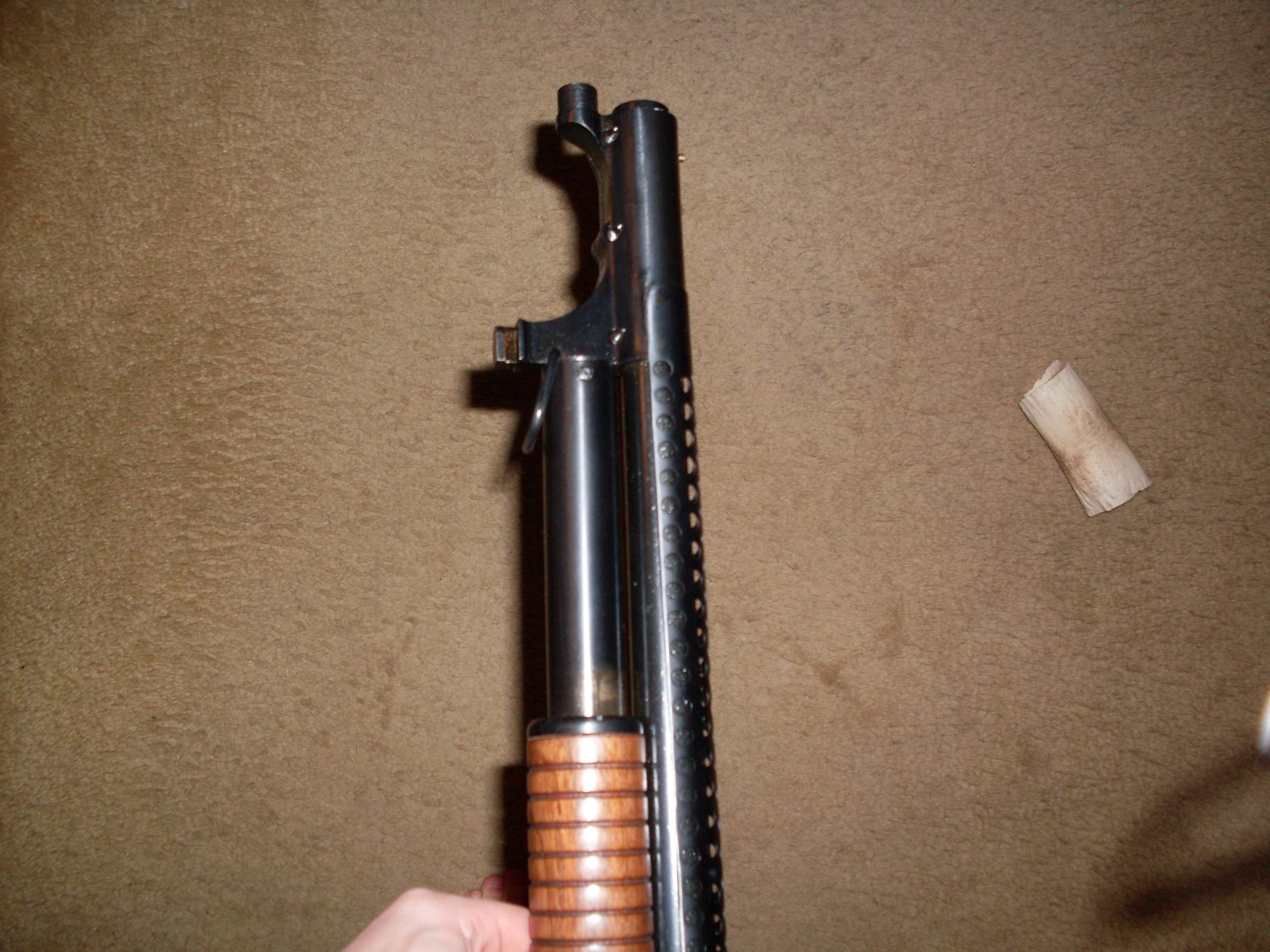
溫徹斯特M1897戰壕槍型的槍口適配器為刺刀座，以便裝上M1917刺刀。

刺刀座（英語：Bayonet lug）是在大多數軍用鳥銃、步枪和散彈槍，以及一部份民用長管槍械以上的標準配置。它用於連接刺型或匕首型狀的刺刀。

## 概述
刺刀座是一款金屬支架，用以將刺刀鎖定在武器以上或為刺刀提供支撐的基座，因此當刺刀穿刺對象時，刺刀不會移動或向後滑動。不到400年前，尚未有刺刀座或它們的前身使得它們滑過槍管。
在刺刀座得以發明之前，使用的是填塞型刺刀，即是把緊身的刀柄塞在鳥銃口的末端；這實際上導致鳥銃幾乎物無所用，而且必然地妨礙鳥銃的擊發。但是到了17世紀末期，這類刺刀被完全淘汰，隨後被插座式刺刀取代；它將刀身偏向側面，或是剛好在上方或下方突出，以偏離槍口。然後插座式刺刀被按扣和刺刀座所取代。刺刀座通常位於鳥銃、步槍或其他長槍槍管的槍口末端附近。偶爾，刺刀座如果兼用作準星座，會將其設在槍管的頂部；但更常見的是將其安裝在槍管的側邊或底部。

## 款式
與值得收藏的軍用槍械不同，基於其軍用版本的民用槍械通常在各國、各州受到法律問題所約束。眾多生產商甚至都不用費心於製造刺刀座。根據現已過期的1994年聯邦突擊武器禁制法案（簡稱：AWB）規定，新槍械不能具有刺刀座。而在該法律的背景以下，美国全国步枪协会卻將伸縮式槍托視為“化妝品般的特性”。舉例來說，目前出售的大多數AR上機匣都無刺刀座，因為它們通常配備了自由浮動式四面導軌配置，附有隱藏的導氣箍，所以無法安裝刺刀。

## 資料來源
1. ↑  Norris, John. . Pen and Sword. 2016-01-03  [2020-10-13]. ISBN 978-1-4738-8378-9. （原始内容存档于2022-04-27） （英语）.
2. ↑  Jones, Gareth (编). . DK Publishing. 2012-10-01  [2020-10-13]. ISBN 978-1-4654-1158-7. （原始内容存档于2022-04-27） （英语）.
3. ↑   Vol 24. University of Michigan: Military Historical Society (Great Britain). 1973  [2020-10-13]. （原始内容存档于2020-10-21） （英语）.
4. ↑  Office, United States Patent and Trademark. . U.S. Department of Commerce, Patent and Trademark Office. 1987  [2020-10-13]. （原始内容存档于2020-11-21） （英语）.
5. ↑  Chapel, Charles Edward. . Courier Corporation. 2012-05-24  [2020-10-13]. ISBN 978-0-486-16306-2. （原始内容存档于2022-04-27） （英语）.
6. ↑  Moller, George D. . UNM Press. 2011-11-15  [2020-10-13]. ISBN 978-0-8263-4996-5. （原始内容存档于2020-10-21） （英语）.
7. ↑  Pauly, Roger. . Northwestern University: Johns Hopkins University Press. 2008-04-28. ISBN 978-0-8018-8836-6 （英语）.
8. ↑  . 弗吉尼亞州費爾法克斯（Fairfax, Virginia）: 美國全國步槍協會，立法行動研究所（National Rifle Association, Institute for Legislative Action）. 2004年9月13日  [2020年10月13日]. （原始内容存档于2014年9月15日）. 不過，奉公守法的公民將可再度免費購買半自動槍械，無論其外觀特徵如何，用於標靶射擊、射擊競賽、狩獵、收藏，和最重要的是自衛用途。（Law-abiding citizens, however, will once again be free to purchase semi-automatic firearms, regardless of their cosmetic features, for target shooting, shooting competitions, hunting, collecting, and most importantly, self-defense.）